# Praxias (habilidad cognitiva)
Las praxias son las habilidades para realizar movimientos organizados y voluntarios, estos son aprendidos y tienen una finalidad dando respuesta a un estímulo determinado. Implica coordinación y planificación para cumplir su objetivo. 
La cognición es la capacidad de procesar información a partir de la percepción y del conocimiento adquirido (por experiencia). 
La Praxis (del griego πρᾱξις praxis: práctica) es el proceso por el que se realiza una lección o habilidad. Praxis puede referirse también al acto de aplicar, ejercitar, realizar o practicar.
La praxia se encuentra muy ligada a la gnosia y al lenguaje siendo estas funciones superiores del funcionamiento del cerebro humano. El desarrollo de estas no ocurre en forma independiente, están relacionadas y se complementan una a la otra.
Estas funciones son exclusivas del ser humano, producto de una experiencia previa y son indispensables para los procesos de aprendizaje.

## Apraxia
La apraxia por el contrario, es la incapacidad de ejecutar movimientos aprendidos en respuesta a un estímulo. No se logra organizar secuencias de movimientos como por ejemplo coordinar los dedos para agarrar los cubiertos o recoger objetos. 

Se considera apraxia siempre y cuando no exista una parálisis motora o déficits sensitivos.